# Nové Mesto nad Váhom
Nové Mesto nad Váhom (em húngaro: Vágújhely; alemão: Waagneustadt) é uma cidade da Eslováquia, situada no distrito de Nové Mesto nad Váhom, na região de Trenčín. Tem 32,58 km² de área e sua população em 2018 foi estimada em 20.037 habitantes.

## Demografia
| Ano:        | 1994   | 2004   | 2014   | 2024   |
| ----------- | ------ | ------ | ------ | ------ |
| Broj ljudi: | 21 578 | 20 827 | 20 119 | 19 257 |
| Razlika:    |        | -3,48% | -3,39% | -4,28% |

| Ano:               | 2023   | 2024   |
| ------------------ | ------ | ------ |
| Número de pessoas: | 19 296 | 19 257 |
| Diferença:         |        | -0,20% |